# Рівервудс (Іллінойс)
Рівервудс (англ. Riverwoods) — селище (англ. village) в США, в окрузі Лейк штату Іллінойс. Населення — 3790 осіб (2020).

## Географія
Рівервудс розташований за координатами 42°10′22″ пн. ш. 87°53′42″ зх. д. / 42.17278° пн. ш. 87.89500° зх. д. (42.172903, -87.894862).  За даними Бюро перепису населення США в 2010 році селище мало площу 10,39 км², з яких 10,27 км² — суходіл та 0,12 км² — водойми.

## Демографія
Згідно з переписом 2010 року, у селищі мешкало 3660 осіб у 1249 домогосподарствах у складі 1105 родин. Густота населення становила 352 особи/км².  Було 1319 помешкань (127/км²).
Расовий склад населення:
| - 93,2 % — білих - 4,7 % — азіатів - 0,7 % — чорних або афроамериканців - 0,2 % — корінних американців |

До двох чи більше рас належало 0,7 %. Частка іспаномовних становила 2,8 % від усіх жителів.
За віковим діапазоном населення розподілялося таким чином: 25,9 % — особи молодші 18 років, 57,0 % — особи у віці 18—64 років, 17,1 % — особи у віці 65 років та старші. Медіана віку мешканця становила 47,4 року. На 100 осіб жіночої статі у селищі припадало 95,0 чоловіків;  на 100 жінок у віці від 18 років та старших — 96,2 чоловіків також старших 18 років.
Середній дохід на одне домашнє господарство  становив 226 590 доларів США (медіана — 174 145), а середній дохід на одну сім'ю — 237 511 долар (медіана — 186 083). За межею бідності перебувало 3,3 % осіб, у тому числі 4,9 % дітей у віці до 18 років та 8,2 % осіб у віці 65 років та старших.
Цивільне працевлаштоване населення становило 1745 осіб. Основні галузі зайнятості: науковці, спеціалісти, менеджери — 20,3 %, освіта, охорона здоров'я та соціальна допомога — 16,5 %, фінанси, страхування та нерухомість — 15,5 %.